# Chrysocyma
Chrysocyma este un gen de molii din familia Lymantriinae.